# جف پفانتنر
جف پفانتنر (انگلیسی: Jeff Pfaendtner؛ زادهٔ february ۲۸, ۱۹۶۷ (۵۸ سال)) ورزشکار روئینگ اهل ایالات متحده آمریکا است.
وی در مسابقات کشوری و بین‌المللی در مجموع برندهٔ ۱ مدال نقره، ۱ مدال برنز شده‌ است.